# シャトー・モン・ペラ

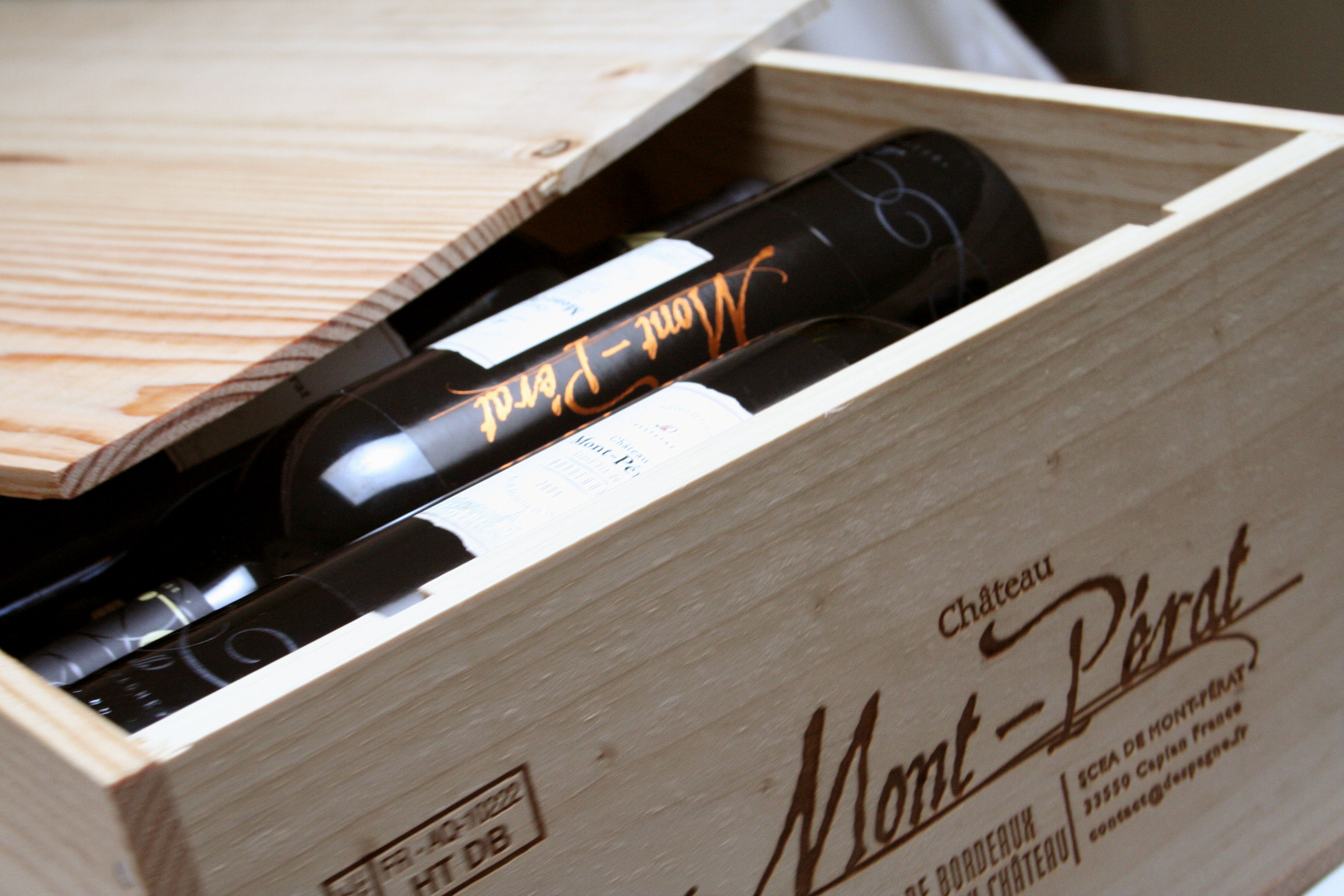
木箱に入ったシャトー・モン・ペラ

シャトーモンペラ(Chateau Mont-Perat)はフランスのプルミエール・コート・ド・ボルドーにあるデスパーニュ家が所有のシャトー（ワイン生産者）で、ボルドーワインのAOCに指定されている。

## 概要
1864年のガイドブックにも記載されているほど古い歴史のあり、現在の当主デスパーニュ家が1998年に所有と平行に醸造コンサルタントのミッシェル・ローランを迎えるなど、様々な改良が行われてきた。
ドイツのワイン専門誌ヴァインレーゼでは、シャトー・ラフィット・ロスチャイルド、シャトー・マルゴーの92点より高い、94点と評価され2001年度では1番に輝いた。。
日本では、漫画神の雫でオーパス・ワンにひけをとらないワインとして紹介されている。
AOCによる格付けは無い。

## 生産方法
1本の木から本来の数から6房の葡萄までにして、凝縮する方法である。さらにリュットレゾネという減農薬農法を2010年より取り入れている。熟成では長い熟成期間を設けている。

## セパージュ比率
M＝メルロー、CS＝カベルベ・ソーヴィニヨン、CF＝カベルネ・フラン
| 生産年 | 葡萄の品種            |
| ------ | --------------------- |
| 1998年 | M:70%、CS:30%         |
| 1999年 | M:90%、CF:10%         |
| 2000年 | M:80%、CS:10%、CF:10% |
| 2001年 | M:80%、CS:10%、CF:10% |
| 2002年 | M:80%、CS:20%         |
| 2003年 | M:80%、CS:10%、CF:10% |
| 2004年 | M:80%、CS:10%、CF:10% |
| 2005年 | M:75%、CS:15%、CF:10% |
| 2006年 | M:80%、CS:10%、CF:10% |
| 2007年 | M:80%、CS:10%、CF:10% |
| 2008年 | M:80%、CS:10%、CF:10% |
| 2009年 | M:80%、CS:10%、CF:10% |

## 文化的引用
- 日本の人気漫画『神の雫』1巻の中で、主人公の神咲雫（かんざきしずく）は2001年ヴィンテージのシャトー・モン・ペラについてイギリスのロックバンドQUEENに例えている。[3]
  - その後神の雫27巻で2005年ヴィンテージが登場している。